# ロバート・スペンサー (画家)
ロバート・スペンサー（Robert Carpenter Spencer、1879年12月1日 - 1931年7月11日）はアメリカ合衆国の画家である。デラウェア川のほとりの建物と人々を描いた。

## 略歴
ネブラスカ州のハーバード(Harvard)で生まれた。父親はスウェーデンボリィ派の教会の司祭で、スウェーデンボリィ派の教会の雑誌の創刊者の一人で編集も行った。一家はしばしば、移住しイリノイ州、ミズーリ州、ペンシルベニア州、ニューヨーク州、バージニア州などに移り住み、スペンサーは1899年にニューヨーク州のヨンカーズの高校を卒業した。1899年にニューヨークのナショナル・アカデミー・オブ・デザインで美術を学び始め、チャールズ・ローゼン(1878–1950)と友人になった。1903年から1905年の間はニューヨーク美術学校(後のパーソンズ美術大学)でウィリアム・メリット・チェイスやロバート・ヘンライに学んだ。1年ほど民間会社で製図工、測量士として働いた。1906年に父親が亡くなり、スペンサーは3年程前から、ローゼンが住んでいて、多くの「アメリカの印象派」の画家が住んでいたペンシルベニア州のバックス郡に移り、その後数年間、デラウェア川沿いのいろいろな小さな町に住んだ。この地域に住んでいた画家のダニエル・ガーバーの影響を受けた。数年の間、友人の画家、チャールズ・フレデリック・ラムジーと家賃の安い朽ちかけた家を借りて貧困の中で暮らしたが、多くの作品を描き、ナショナル・アカデミー・オブ・デザインの展覧会やフィラデルフィア美術クラブの展覧会で多くの賞を得た。
画家として有名になっていた風景画家、ウィリアム・ラングソン・レイスロップ(1859-1938)に学び、1913年にレイスロップに学んでいた画家、建築家のマーガレット・フルトンと出会い、翌年結婚した。1914年にナショナル・アカデミー・オブ・デザインの準会員に選ばれた。1916年にレイ・ブレディン、チャールズ・ローゼン、モーガン・コルト、ダニエル・ガーバー、ウィリアム・ラングソン・レイスロップらペンシルベニア州のニューホープ地域に集まって活動した画家たちとグループ展を開いた。
1920年代になって鬱病におそわれるようになり、結婚生活も破綻した。1931年に自殺したとされる。

## 作品

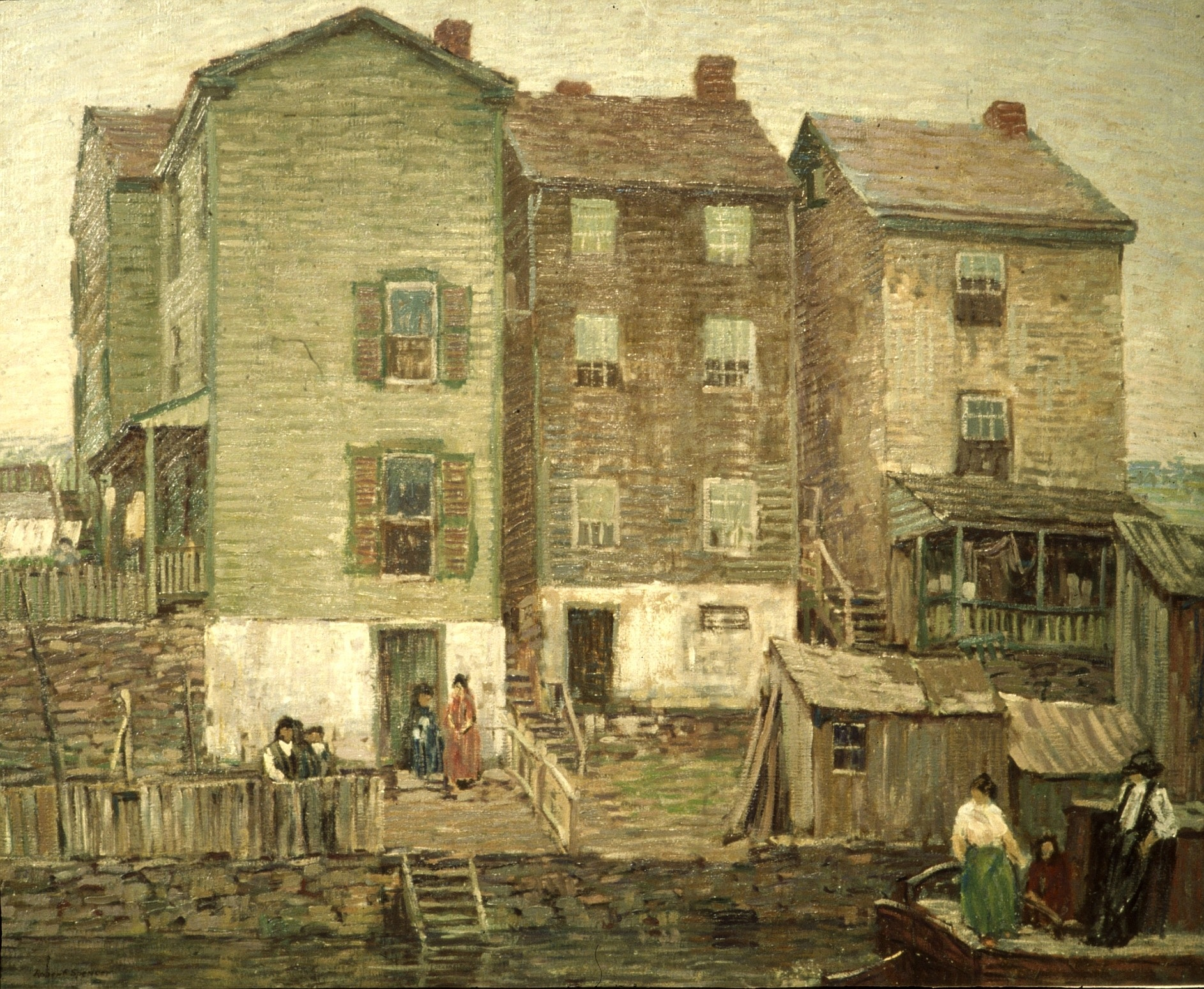
"Three Houses" 画家の住んだ家(1910)
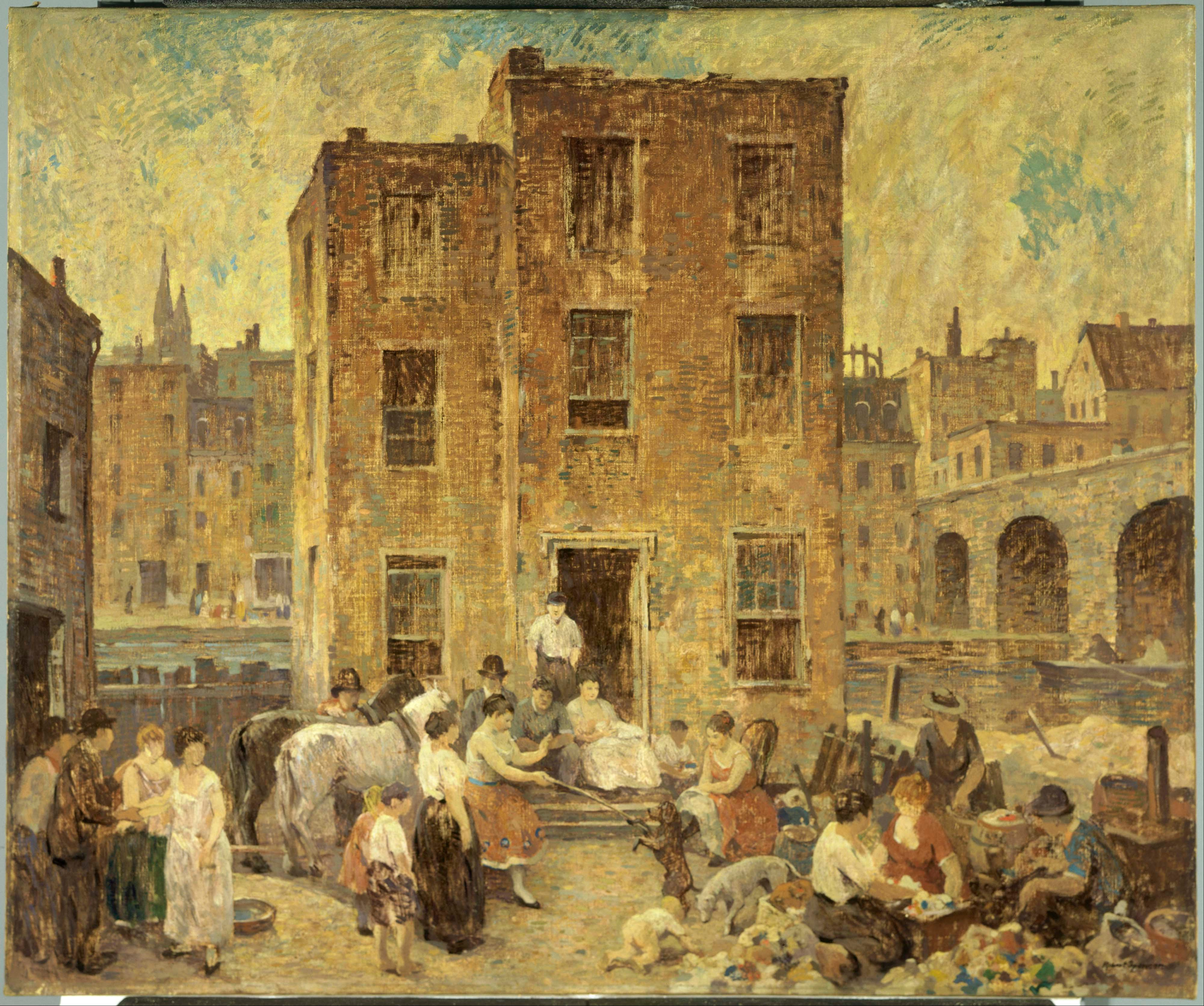
"Mountebanks and Thieves"
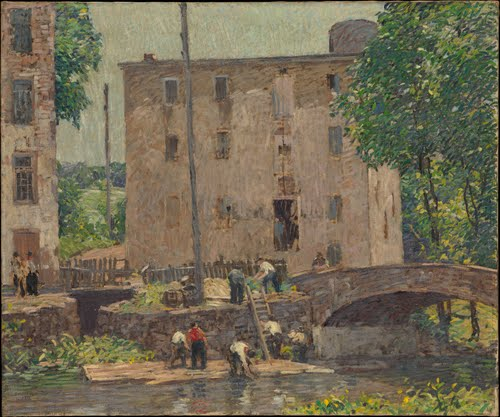
「橋の修理」(1913)
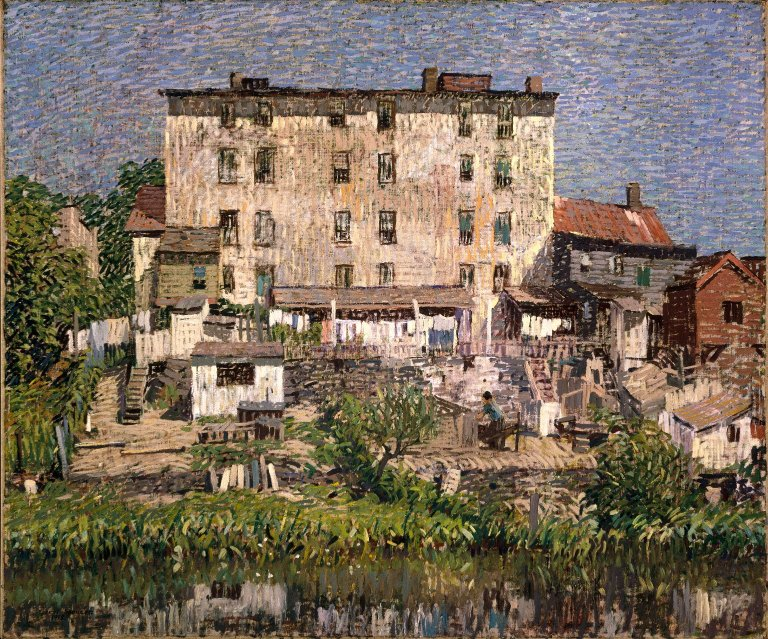
「白い建物」(1913)
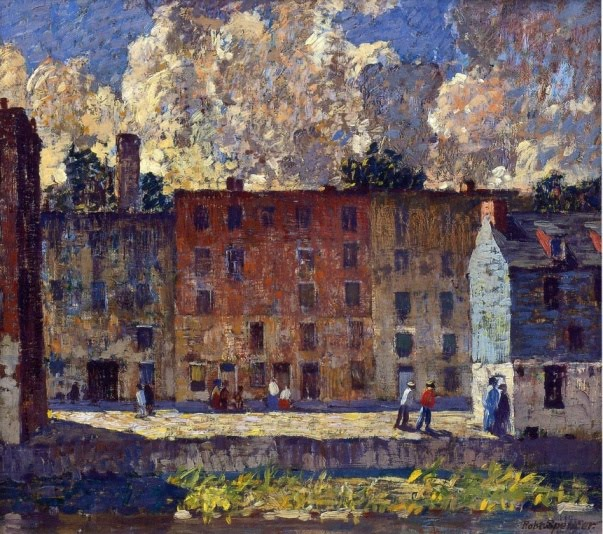
"A row of tenements" (1915)
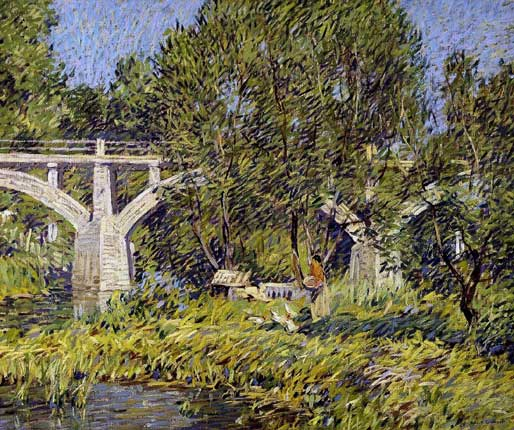
"Concrete Bridge" (1916)
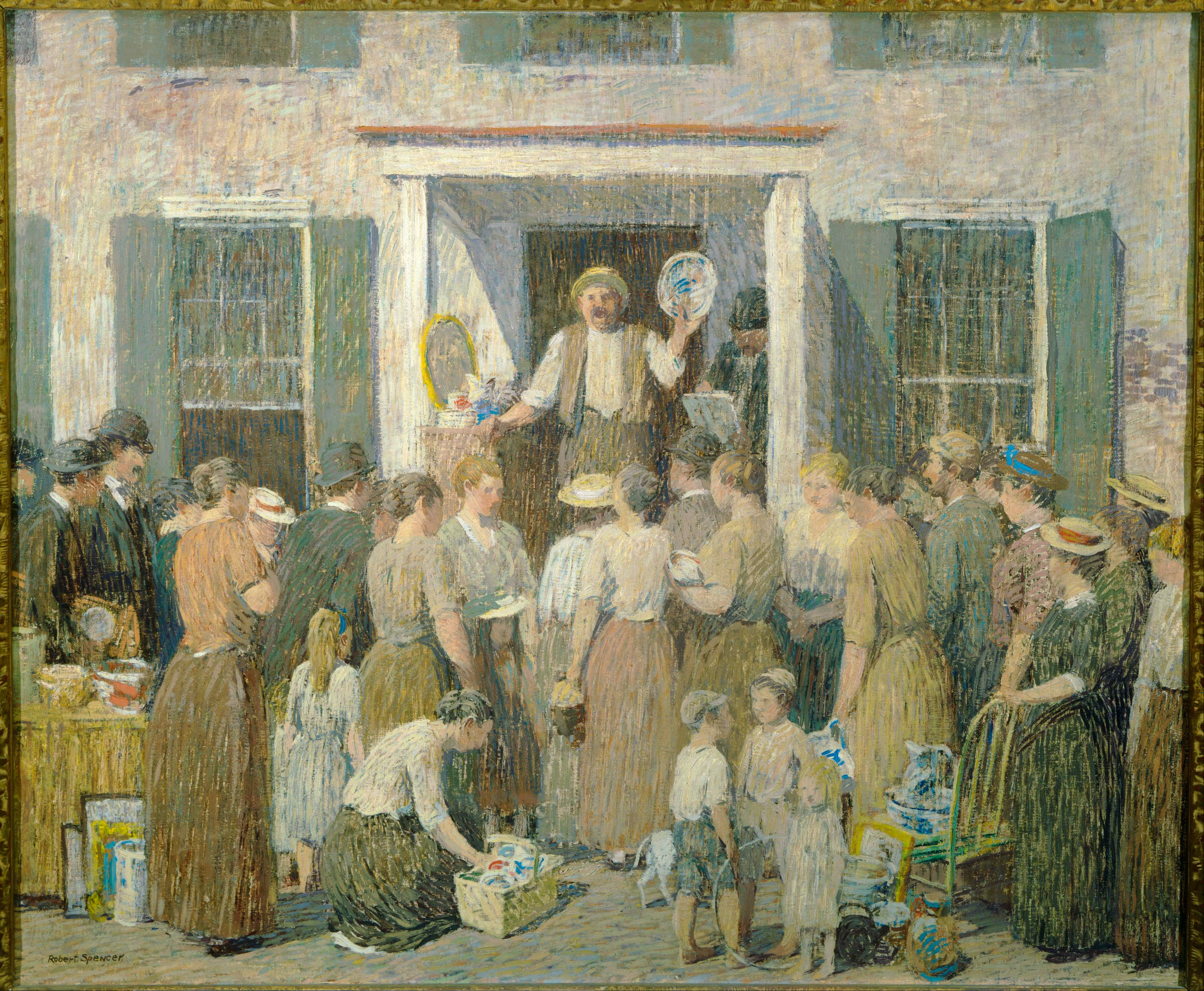
「オークション」(1918)